# Gleouraich
Gleouraich är ett berg i Storbritannien.   Det ligger i kommunen Highland och riksdelen Skottland, i den nordvästra delen av landet, 700 km nordväst om huvudstaden London. Toppen på Gleouraich är 1 035 meter över havet.
Terrängen runt Gleouraich är huvudsakligen kuperad. Trakten runt Gleouraich är nära nog obefolkad, med mindre än två invånare per kvadratkilometer. Trakten runt Gleouraich består i huvudsak av gräsmarker.